# Gustav Adolf Blom

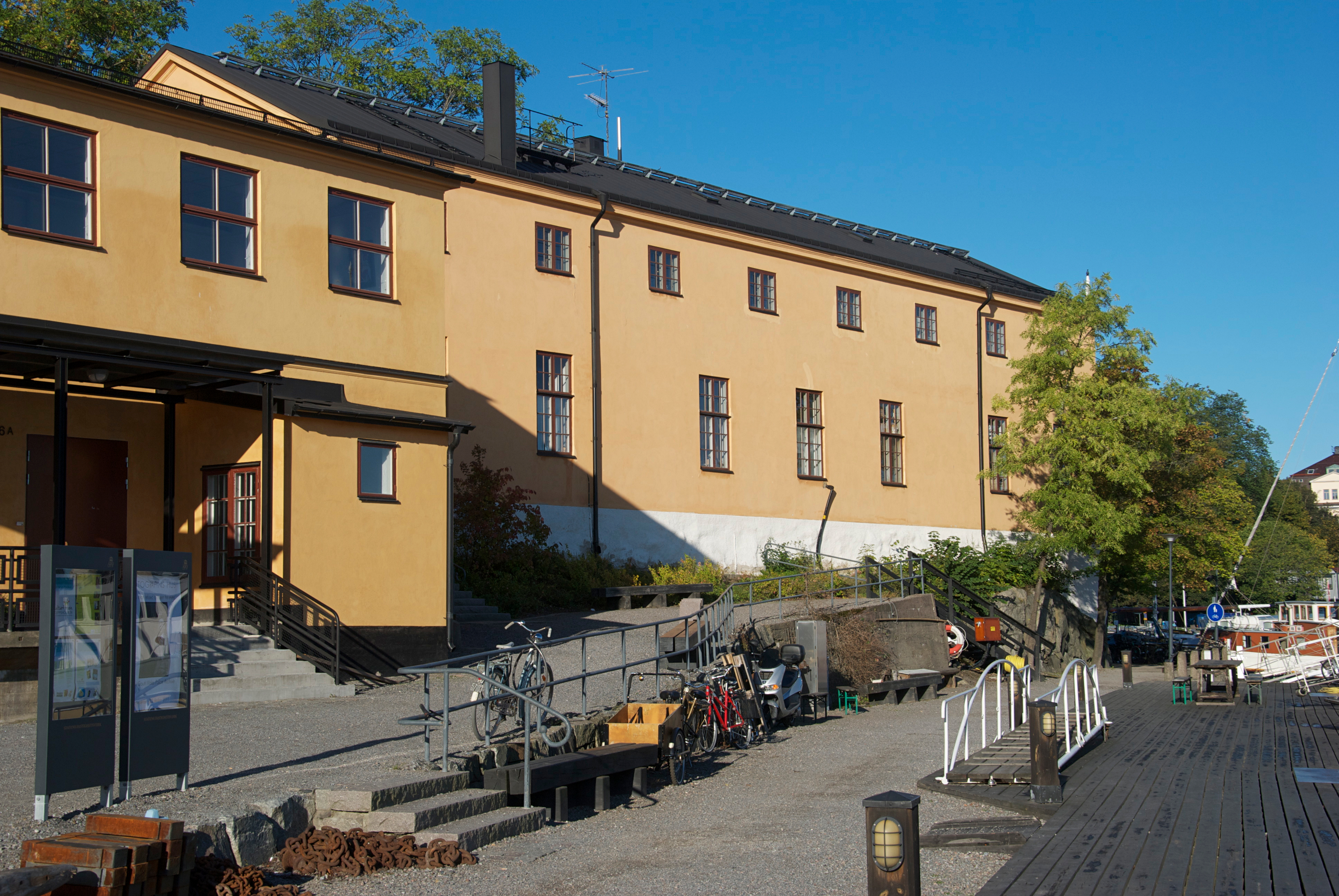
Råseglarhuset, Skeppsholmen.

Gustav Adolf Blom, född 20 mars 1800 i Karlskrona, död 26 mars 1859 i Stockholm, var en svensk arkitekt. Han var yngre bror till arkitekten Fredrik Blom (1781–1853). De två var morbröder till de tre arkitekterna Johan Adolf Hawerman, Ludvig Hawerman och Emil Hawerman via Bloms syster Fredrika Blom.
Blom gick byggnadsskolan vid Kungliga Akademien för de fria konsterna och blev sedermera kapten vid Flottans mekaniska kår. 1853 blev han arkitekt vid Stockholms örlogsstation. Där var han broderns mångårige medarbetare och efterträdde honom så småningom. Gustav Adolf Blom var ansvarig arkitekt för en del ny- och ombyggnader för Flottans anläggningar på Skeppsholmen.

## Arbeten i urval
- Råseglarhuset, ombyggnad 1854.
- Tyghuset, (numera Östasiatiska museet), tillbyggnad 1855-1858.
- Skeppsholmskyrkan, som biträde till Fredrik Blom.